# ウィーン国際園芸博覧会 (1964年)
1964年のウィーン国際園芸博覧会（ウィーンこくさいえんげいはくらんかい, International Horticural exhibtion of Vienna 1964）は、1964年4月16日から10月11日まで開催された国際園芸博覧会であり、博覧会国際事務局から認定された国際博覧会（特別博）である。29ヶ国が参加し、会期中212万人が来場した。